# Svatováclavský dukát
Svatováclavský dukát je označení pro zlaté mince, které byly v Československu raženy od roku 1923. Oficiální název mince je československý dukát. Svatováclavský dukát nebyl zákonným platidlem, ale mincí obchodní, která neměla určenou nominální hodnotu. Dukát má hmotnost 3,49 gramů a ryzost 0,986. Duchovním otcem vydávání československých dukátů byl ministr financí Alois Rašín.

## Výtvarné zpracování

### Obraz na minci
Na líci dukátu je zobrazen vévoda Václav, v drátěné košili, s mečem, pláštěm a kožešinovou čepicí, v pravé ruce drží korouhev a v levé ruce štít s orlicí, postava je nad koleny ukončena pěti obloučky, vedle nichž jsou značky autorů grafického návrhu (vlevo O Š a vpravo B), po obvodu vidíme nápis: „NEDEJ ZAHYNOUTI NÁM I BUDOUCÍM“, který končí ozdobným znaménkem. Na rubu dukátu je malý znak státu s dvojitou snítkou lípy po obou stranách štítu, dokola s nápisem „REPUBLIKA ČESKOSLOVENSKÁ“, mezi štítem a nápisem jsou obloučky. Okraj mince je vroubkovaný, na rubu i na líci s plochou obrubou a perlovcem, který k obrubě zevnitř přiléhá.
Jubilejní dukát má kromě toho na rubu pod státním znakem vyznačeno prvé pětiletí republiky Československé „1918 – 28. X. – 1923“.

### Veřejná soutěž k návrhu
Na výtvarný návrh dukátu byla z podnětu ministerstva financí vypsána veřejná soutěž, které se mohli zúčastnit pouze občané Československé republiky. Návrhy posuzovala odborná porota složená z předních československých výtvarníků (jako např. Jan Štursa, Bohumil Kafka, Celda Klouček, Jakub Obrovský) a také v ní zasedal první předseda Numismatické společnosti čs. Eduard Fiala. Porota vybírala z více než 80 anonymních návrhů. Vítězem se stal návrh opatřený heslem „Cimbuří“, jehož autoři byli dva významní výtvarníci – malíř a grafik Jaroslav Benda a profesor Otakar Španiel. Jejich návrh byl po malých úpravách realizován. Podobu dukátu, před podlehnutím smrtelnému zranění z atentátu, schválil ministr financí Alois Rašín.
Konkurenční návrh do veřejné soutěže připravoval také Josef Šejnost. Přestože jeho návrh neuspěl, pokusil se o dílčí realizaci vlastními prostředky a v pařížské mincovně nechal vyrazit 20 kusů bronzových odražků a 3 zlaté odražky. Odražky jsou označeny zkratkou ESSAI (zkouška, vzor). V 70. letech byl návrh dukátu věnován pelhřimovskému muzeu.

## Ražba v období první republiky (1923–1939)
Ražbu dukátů zajišťovala mincovna Kremnica. Slitina pro ražbu mince je tvořena směsí zlata (986 1/9 dílů) a mědi (13 8/9 dílů). Z jednoho kilogramu mincovního zlata tak bylo vyraženo 286,4594075 dukátů a z jednoho kilogramu ryzího zlata 290,4940836 dukátů. Ražba československých dukátů na základě Vládního nařízení zahrnovala:

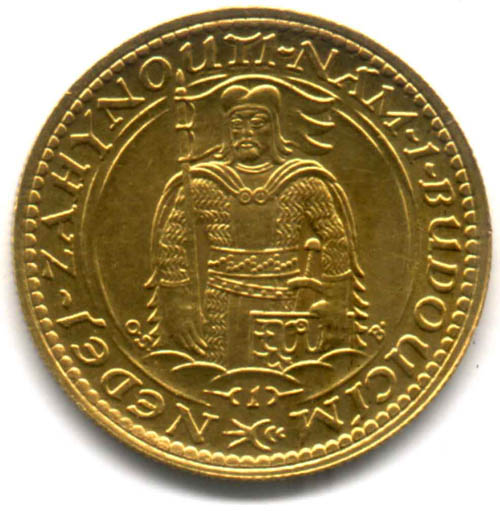
Jubilejní dukát s pořadovým číslem 1

- dukát jubilejní
- dukát (jednoduchý)
- dvojitý dukát (pamětní dvoudukát)

### Dukát jubilejní
První tisíc ražených mincí bylo označeno pořadovým číslem, které je zobrazeno pod obrazem vévody Václava (1 až 1000) se znaménky z obou stran. Na rubu mince je pod státním znakem vyznačeno prvé pětiletí republiky Československé „1918 – 28. X. – 1923“. Proto se tyto dukáty nazývají jubilejní. Podle Vládního nařízení jubilejní dukáty přiděloval zvláštní výbor nejvýznamnějším osobám – mimo nabídkové řízení – za cenu 150 Kč. Ostatním zájemcům – podle výsledků nabídkového řízení – nejméně za cenu 300 Kč.
Dukát číslo 1 byl darován do numismatických sbírek Národního muzea v Praze, kde je dosud, dukát číslo 2 obdržela rodině zemřelého Aloise Rašína a dukát číslo 3 prezident T. G. Masaryk. Někde se však uvádí, že prezident Masaryk obdržel dukát číslo 1 a ten na sklonku života věnoval národu, a proto je k vidění v Národním muzeu.
Dukát jubilejní má hmotnost 3,490896 gramů a průměr 19,75 mm (stejně jako dukát jednoduchý).

### Dukát (jednoduchý)
Dukát jednoduchý se liší od dukátu jubilejního tím, že na líci nemá pořadové číslo a na rubu nemá vyznačené páté výročí založení republiky, ale jen letopočet s ozdobným zakončením. Jednoduché dukáty se v roce 1923 prodávaly zájemcům, kteří se přihlásili podle vyhlášky ministerstva financí, za cenu 120 Kč. Dukáty byly raženy ve stejné podobě i v dalších letech až do roku 1939.
Dukát (jednoduchý) má hmotnost 3,490896 gramů a průměr 19,75 mm (stejně jako dukát jubilejní)
| Ročník | 1923   | 1924   | 1925   | 1926   | 1927   | 1928   | 1929   | 1930   | 1931   | 1932   | 1933   | 1934  | 1935   | 1936   | 1937 | 1938 | 1939 |
| ------ | ------ | ------ | ------ | ------ | ------ | ------ | ------ | ------ | ------ | ------ | ------ | ----- | ------ | ------ | ---- | ---- | ---- |
| Dukát  | 61 861 | 32 814 | 66 279 | 58 669 | 25 774 | 18 983 | 10 253 | 11 338 | 43 482 | 26 617 | 57 597 | 9 729 | 13 178 | 14 566 | 324  | 56   | 276  |

### Dvojitý dukát (pamětní dvoudukát)
Dvojitý dukát (pamětní dvoudukát) má dvojnásobnou hmotnost. Pamětní dvoudukát má na rubu také označení svého násobku „2“ v ozdobných závorkách, které rozdělují letopočet na dvě části. Pamětní dvoudukáty přiděloval zvláštní výbor za stejných podmínek jako dukáty jubilejní.
Dvojitý dukát má hmotnost 6,981792 gramů a průměr 25 mm.
V roce 1929 bylo vydána vyhláška, která umožnila ražbu dvojitých dukátů na soukromý účet ze zlata dodaného zákazníkem. Dvojité dukáty byly vyměňovány za zlato všeho druhu a to jak státní mincovnou v Kremnici, tak také puncovním úřadem v Praze. Ražebné činilo 5 Kč za kus. Vyhláška byla účinná od 15. května 1929.
| Ročník    | 1923  | 1924 | 1925 | 1926 | 1927 | 1928 | 1929  | 1930 | 1931  | 1932  | 1933  | 1934  | 1935  | 1936 | 1937 | 1938 | 1939 |
| --------- | ----- | ---- | ---- | ---- | ---- | ---- | ----- | ---- | ----- | ----- | ----- | ----- | ----- | ---- | ---- | ---- | ---- |
| Dvoudukát | 4 000 |      |      |      |      |      | 2 111 | 942  | 2 994 | 5 496 | 4 671 | 2 403 | 2 577 | 819  | 8    | 14   |      |

### Pětidukáty a desetidukáty
K připomenutí výročí smrti vévody Václava byly v roce 1929 vydávány pětidukáty a desetidukáty, které byly pětinásobkem resp. desetinásobkem jednoduchého dukátu. Svatováclavský pětidukát má hmotnost 17,45448 g (průměr 34 mm) a desetidukát má hmotnost 34,90896 g (průměr 42 mm). Mince byly raženy na základě Vládního nařízení ze dne 28.6.1929.
Na líci obou těchto mincí je obraz vévody Václava na koni s mečem v pravici a palmovou ratolestí v levici, v pozadí je vidět vlající korouhev, vpravo štít s orlicí. Vlevo je vyznačen letopočet úmrtí vévody Václava „+ 929“, dole uprostřed je zobrazena snítka lísková a pod ní značky autorů B – O Š. Po obvodu je nápis „NEDEJ ZAHYNOUTI NÁM I BUDOUCÍM“. Na rubu obou mincí je malý znak republiky Československé s lipovou větví vpravo a dokola s nápisem: „REPUBLIKA ČESKOSLOVENSKÁ“. Mezi štítem a nápisem je půda poseta body. Pod státním znakem je vyznačen násobek „5“ a „10“ a pod ním letopočet ražby. Okraj mince je vroubkovaný, na líci i na rubu je plochá obruba a perlové, který k ní zevnitř přiléhá.
|             | 1929  | 1930 | 1931  | 1932  | 1933  | 1934  | 1935  | 1936 | 1937 | 1938 |
| ----------- | ----- | ---- | ----- | ----- | ----- | ----- | ----- | ---- | ---- | ---- |
| Pětidukát   | 1 827 | 543  | 1 528 | 1 827 | 1 752 | 1 101 | 1 037 | 728  | 4    | 12   |
| Desetidukát | 1 564 | 394  | 1 239 | 1 035 | 1 780 | 1 298 | 600   | 633  | 34   | 20   |

## Pozdější ražba (1951-1973)
Svatováclavský dukát byl ražen také v roce 1951, ale ve své době byl neprodejný. Mince byly uloženy v trezoru Státní banky čs., která věnovala jeden kus každé nominální hodnoty Národnímu muzeu v Praze, Moravskému muzeu v Brně a Slovenskému národnímu muzeu V Bratislavě. Eduard Polívka ve své publikaci také uvádí, že dukáty byl k prodeji v Československé obchodní bance v Praze, avšak jen zahraničním zájemcům.
Mince měly totožnou podobu s dukáty vydávanými v období 1923–1939.
|             | 1951 |
| ----------- | ---- |
| Dukát       | 500  |
| Dvoudukát   | 200  |
| Pětidukát   | 100  |
| Desetidukát | 100  |

Další ražba proběhla až v roce 1968. Bylo to k 50. výročí vzniku Československa. Tato dražba byla soukromá, omezená, zahraniční a uskutečnila se pravděpodobně ve Stuttgartu. S největší pravděpodobností byly v roce 1973 na stejném místě vyraženy také dukáty k miléniu pražského biskupství. Mince z obou ražeb mají rozdílný opis a letopočet a podle zdrojů bylo vyraženo sto kusů dukátů ke každému z výročí.

## Novoražby
Pod názvem Svatováclavský dukát je také od roku 2009 ražena zlatá a stříbrná pamětní medaile (1dukát, 2dukát, 5dukát a 10dukát) dle návrhu Vladimíra Oppla určeného původně pro ražbu oběžné koruny. Ražbu zpočátku prováděla Česká mincovna a převzala ji[kdy?] Pražská mincovna. Na trhu se rovněž vyskytují repliky původního československého dukátu s vročením 2014. Další repliky byly vyraženy tentokrát k 100. výročí vzniku Československa a obsahují vročení 1918–2018. Menší část této ražby byla označena Kremnickým puncem K. Nejedná se však o mince, ale dukátové medaile. Z tohoto důvodu nejsou při prodeji osvobozeny od DPH, jako původní československé dukáty.
V září 2024, ke 100letému výročí ražby Svatováclavských dukátů, vydává Česká národní banka (ČNB) vydává historicky první českou obchodní minci, český dukát. Nese motiv Svatého Václava a nepřímo tak odkazuje na svatováclavské dukáty emitované v počátcích Československa. Mince se razí ze slitiny obsahující 9861/9 dílů zlata a 138/9 dílů mědi a vydává se v běžném provedení. Hrana mince je vroubkovaná. Průměr mince je 19,75 mm, hmotnost 3,49 g (podobně jako o prvorepublikových dukátů) a síla je 0,85 mm. Při ražbě mincí jsou povoleny odchylky v průměru 0,1 mm a v síle 0,15 mm. V hmotnosti je povolena odchylka nahoru 2 % a v ryzosti zlata odchylka nahoru 2 %. Na lícní straně mince je český lev. V opisu po obvodu mince je text „ČESKÁ REPUBLIKA“. Jednotlivá písmena tohoto textu jsou od sebe oddělena lipovými lístky. Při spodním okraji mince je ročník ražby „2024“. Značka České mincovny, která je tvořena písmeny „Č“ a „M“, je vpravo od písmene „B“. Na rubové straně mince je portrét svatého Václava s přilbou. V opisu po obvodu mince je text „SVATÝ VÁCLAVE NEDEJ ZAHYNOUTI NÁM I BUDOUCÍM“ a „ČESKÝ DUKÁT“. Jednotlivá slova textu „SVATÝ VÁCLAVE NEDEJ ZAHYNOUTI NÁM I BUDOUCÍM“ jsou od sebe oddělena značkou ve tvaru tečky. Jednotlivá slova textu „ČESKÝ DUKÁT“ jsou ohraničena značkou ve tvaru křížku. Iniciály autora mince, akademického sochaře Vladimíra Oppla, které jsou tvořeny kompozicí písmen „V“ a „O“, jsou vpravo od textu „SVATÝ“. Ke každé minci se dodává katalogová karta červené barvy, na níž je popis mince a její plastické vyobrazení.
|             | 2014 | 2018 |
| ----------- | ---- | ---- |
| Dukát       | 300  | 300  |
| Dvoudukát   | 150  | 140  |
| Pětidukát   | 120  | 110  |
| Desetidukát | 100  | 100  |

## Hodnota svatováclavských dukátů
Sběratelské mince se těší velké oblibě mezi malými i většími investory. To dokládají informace z numismatických aukcí, podle kterých se například v ČR jen v roce 2019 prodaly mince a medaile za 465 milionů korun (roční nárůst o 55 miliónů korun). Podle odhadů hodnota numismatických předmětů v Českých domácnostech dosahuje částky cca 40 miliard korun.
Svatováclavský dukát patří pak mezi nejoblíbenější sběratelskou minci v Čechách. Obrovský zájem o něj ukazují i výsledky z Aukra z února roku 2021, kde se mezi nejzajímavější a nejdražší položky probojovaly hned tři svatováclavské dukáty (nejdražší se prodal za 1,1 miliónů korun). Jeho popularita ale překračuje i české hranice. Hodnotu svatováclavského dukátu určuje obsah zlata i jeho vzácnost a poptávka po něm. K nejvzácnějším a nejcennějším dukátům patří rozhodně jubilejní z roku 1923 s čísly do stovky. Vzácnost dalších dukátů pak závisí hlavně na jejich nákladech v daném roce. Když jich bylo v daném roce vyraženo desetitisíce, jsou méně vzácné než ročníky s pouhými desítkami vyražených kusů. Cena všech běžných dukátů se pohybovala v září roku 2021 mezi 40-50 tisíci korunami, kdežto cena těch vzácných začíná na statisících a končí i na několika milionech za kus. Mezi běžné a dostupné ročníky patří roky 1923, 1924, 1925, 1926, 1931 a 1933, kdežto mezi vzácné 1923 (číslovaný), 1929, 1930, 1934, 1937, 1938, 1939 a 1951.
Dosud nejdražší svatováclavský dukát se prodal na aukci v roce 2020. Jednalo se o vzácný pětidukát z roku 1937, které mincovna vyrazila pouze čtyři. Tento dukát se vydražil za neuvěřitelných 850 tisíc euro (cca 23 milionu korun) bez aukční přirážky. Předchozí rekord držel svatováclavský desetidukát z roku 1937, který byl v roce 2017 vydražen za 14,7 milionu korun. A ještě před ním jej držel desetidukát Albrechta z Valdštejna z roku 1630, který se v roce 2016 vydražil za 465 tisíc eur (12,5 milionu korun).